# Opisthoxia picta
Opisthoxia picta là một loài bướm đêm trong họ Geometridae.